# Anndy Lian
Anndy Lian (Singapore, 1979) è un economista singaporiano.

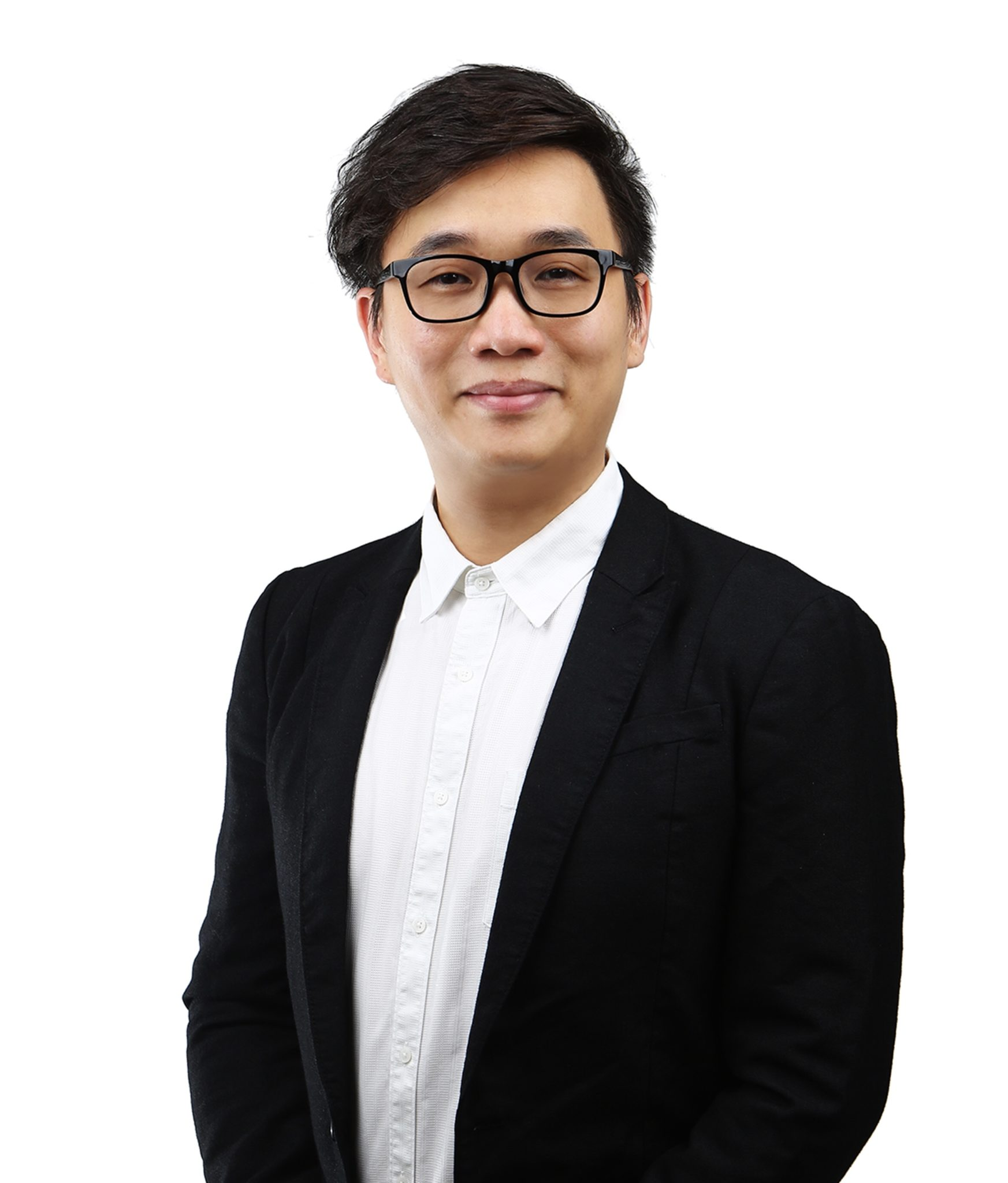
Anndy Lian durante una conferenza sul futuro della blockchain

È un imprenditore seriale, investitore e stratega aziendale con oltre 15 anni di esperienza in Asia. È attivo in ambito blockchain, fintech e politiche digitali. Attualmente ricopre il ruolo di Chief Digital Advisor presso la Mongolia Productivity Organization, dove promuove iniziative di trasformazione digitale a livello nazionale.

## Carriera
Nel 2018 è stato membro del comitato speciale per la blockchain della provincia di Gyeongsangbuk-do (Corea del Sud), fornendo consulenza sullo sviluppo delle infrastrutture digitali.
È stato Presidente di BigONE Exchange, una piattaforma di scambio registrata nei Paesi Bassi e attiva a livello globale. In un’intervista a Nikkei Asia ha dichiarato che BigONE non avrebbe richiesto una licenza a Singapore, ritenendo il processo di concessione delle licenze poco trasparente e potenzialmente favorevole ai grandi operatori stranieri.
Nel 2020 è stato intervistato da Supply Chain Asia Magazine per il suo lavoro nell’adozione della blockchain nella tracciabilità dei prodotti farmaceutici e alimentari.
Nel 2021 ha lavorato come Advisor per le Relazioni Governative e Chief of Partnerships presso Bybit, dove ha guidato collaborazioni con Oracle Red Bull Racing.
Ha fatto parte del consiglio di amministrazione di Hyundai DAC, la divisione blockchain del gruppo Hyundai Motor, e ha svolto un ruolo chiave come consulente blockchain per l’Asian Productivity Organization (APO), contribuendo allo sviluppo di smart factory sicure e tracciabili nella regione Asia-Pacifico.
Nel 2023 è entrato a far parte del consiglio consultivo di Metacade, un progetto GameFi orientato all’adozione blockchain nel settore videoludico.
Nel 2024 ha investito in VulpeFi, una piattaforma che integra intelligenza artificiale e finanza decentralizzata (DeFi) per il trading cross-chain.
Nel 2024 ha partecipato come relatore a Web3BB Tokyo, dove ha discusso dei modelli finanziari basati sull’intelligenza artificiale e del ruolo della blockchain nel futuro dell’economia decentralizzata.
Nel giugno 2024 è stato nominato presidente del consiglio di amministrazione della fintech AI,con sede a Singapore, Neurai.
Ha inoltre pubblicato articoli analitici su regolamentazione e innovazione blockchain per testate come Forkast News.
Secondo Lian, l’industria della blockchain necessita di una ridecentralizzazione, ovvero un ritorno ai principi fondamentali e agli scopi originali della tecnologia, orientati alla trasparenza, tracciabilità e utilità concreta.

## Pubblicazioni
Nel 2021 ha pubblicato il libro NFT: From Zero to Hero, lanciato insieme a Bybit NFT Marketplace e successivamente disponibile su Amazon e Google Books. Il libro ha venduto oltre 8.000 copie e tratta degli usi concreti degli NFT in ambiti quali sanità, istruzione e beni immobili.
È anche autore di Blockchain Revolution 2030, pubblicato da Kyobo in Corea del Sud, che analizza l'impatto della blockchain sulla quarta rivoluzione industriale.

## Istruzione
Anndy Lian ha conseguito una laurea in Comunicazione di Massa presso la Edith Cowan University, un MBA in strategie di marketing presso l'Università del Galles e un Dottorato Onorario in Scienze della Produttività dall’Università Ulaanbaatar Erdem, in riconoscimento del suo contributo allo sviluppo della produttività in Mongolia.

## Attività pubblica e politica
Ha proposto nel 2021 la figura del Chief Bitcoin Officer, un ruolo manageriale per le aziende che desiderano gestire investimenti in criptovalute, sottolineando l’importanza di regolamentazione, sicurezza e risk management.

## Accoglienza e copertura mediatica
Il libro NFT: From Zero to Hero ha ricevuto un'accoglienza positiva da parte del pubblico e della stampa di settore. Secondo HackerNoon, il libro è stato inizialmente lanciato come NFT sul marketplace di Bybit, vendendo tutte le 8.000 copie disponibili nel primo minuto.
Ha inoltre ricevuto recensioni favorevoli su Goodreads, dove mantiene una valutazione media molto alta basata su decine di commenti da parte dei lettori.
Nel 2024, Lian ha preso parte a interviste su testate specializzate come The Shib e Blockcast.cc, dove ha discusso le tendenze future nel mondo crypto e l'importanza della decentralizzazione guidata dalle comunità.